# 公視主頻
公視主頻是台灣的公共電視媒體——公共電視台（公視）的主頻道，一般稱呼為「公共電視」或簡稱為「公視」（部分節目預告片尾將本頻道稱呼為「公視頻道」）。內容為綜合台形式，特色是比其他無線台（台視、中視、華視、民視）更重視公共服務節目及弱勢族群（兒童、老人、原住民族等）節目。
中央氣象署發布海上颱風警報期間，公視主頻道會在每整點前數分鐘固定錄影轉播中央氣象署颱風動態說明會，也會在畫面左側開啟滾動字幕報導颱風最新動態及颱風警報範圍。公視的台標在節目播完後會由半透明變成「彩色」。
2012年6月30日中午起，無線電視數位化後定頻於26頻道。
2016年6月8日，NCC通過公視換照和營運計劃變更案；自7月6日起升級HD訊號播出，和客家電視台、原住民族電視台並列第四個主頻道升級為高畫質訊號的電視台。
2020年6月1日，公視主頻改為24小時全日播出，收播時間改為每月第1個週四02:00~06:00。

## 播出節目
- 公視新聞
- 有話好說
- 我們的島
- 獨立特派員
- 姊妹們的音樂萬萬歲

## 外部連結
- 公共電視（页面存档备份，存于）
- 公視主頻道節目表 （页面存档备份，存于）
- 013 公視 - 中華電信 MOD 網站 （页面存档备份，存于）